# Birgit Erwin
Birgit Erwin (* 4. November 1974 in Aachen) ist eine deutsche Schriftstellerin.

## Leben und Werk
Birgit Erwin studierte Germanistik und Anglistik in Aachen und Southampton. Nachdem sie 2000 bis 2003 in Frankfurt am Main in der Public-Relations-Branche tätig war, arbeitet sie als Lehrerin für Deutsch und Englisch zunächst in Karlsruhe, heute am Lise-Meitner-Gymnasium in Königsbach-Stein. Dort unterrichtet sie zusätzlich noch Ethik und Physik. Nach der Veröffentlichung von mehreren Erzählungen und Kurzgeschichten erschien ihr erster Roman im Jahr 2005 im Wurdack-Verlag, Lichtscheu. Darin trifft ein Abgesandter des Vatikans in London auf einen gegen Weihwasser allergischen Wissenschaftler, der behauptet, ein Vampir zu sein. Das Vampir-Thema wurde von der Autorin in zwei weiteren Romanen fortgesetzt.

## Romane
- 2005: Lichtscheu. Vampirroman, Wurdack-Verlag. ISBN 3-938065-06-0
- 2007: Neun Leben. Roman, Wurdack Verlag. ISBN 978-3-938065-14-3
- 2008: Die Herren von Buchhorn. Historischer Roman, zusammen mit Ulrich Buchhorn, Gmeiner-Verlag. ISBN 978-3-89977-767-3
- 2009: Der Vampir von Rom. Vampirroman, Wurdack Verlag. ISBN 978-3-938065-38-9
- 2010: Die Gauklerin von Buchhorn. Historischer Roman, zusammen mit Ulrich Buchhorn, Gmeiner Verlag. ISBN 978-3-8392-1039-0
- 2011: Die Reliquie von Buchhorn. Historischer Roman, zusammen mit Ulrich Buchhorn, Gmeiner Verlag. ISBN 978-3-8392-1143-4
- 2013: Die Farben der Freiheit. Historischer Kriminalroman, zusammen mit Ulrich Buchhorn, Gmeiner Verlag. ISBN 978-3-8392-1349-0

## Kurzgeschichten (Auswahl)
- 2004: Nur ein Gedanke, in Überschuß
- 2005: Die nach uns kommen, in Golem und Goethe
- 2005: Clarence, in Pandaimonion V - Engel
- 2006: Die Augen ihrer Mutter, in Tabula rasa
- 2007: Der zweite Sohn, in Drachenstarker Feenzauber
- 2008: Ein Becher Wein, in Geschichten eines Krieges
- 2008: Eine Art von Prinzessin, in Wovon träumt der Mond?
- 2009: Diskriminierung, in Molekularmusik
- 2020: Französischer Liebestraum, in Exotische Wunder